# Las Planetas - Claverías
Las Planetas - Claverías este o arie protejată (arie specială de conservare — SAC, sit de importanță comunitară — SCI) din Spania întinsă pe o suprafață de 2.724,49 ha, integral pe uscat.

## Localizare
Centrul sitului Las Planetas - Claverías este situat la coordonatele 41°09′49″N 0°30′11″W / 41.1636°N 0.503088°V.

## Înființare
Situl Las Planetas - Claverías a fost declarat sit de importanță comunitară în iulie 2000 pentru a proteja un număr necunoscut de specii din flora spontană și fauna sălbatică aflate în arealul zonei. Situl a fost protejat și ca arie specială de conservare în februarie 2021.

## Biodiversitate
Situată în ecoregiunea mediteraneană, aria protejată conține 3 habitate naturale: Tufărișuri halo-nitrofile (Pegano-Salsoletea), Vegetație gipsofilă iberică (Gypsophiletalia), Pseudostepă cu ierburi și specii anuale de Thero-Brachypodietea.
La baza desemnării sitului se află un număr nedeclarat de specii protejate.
Pe lângă speciile protejate, pe teritoriul sitului au mai fost identificate 4 specii de plante, 10 specii de păsări, 3 specii de amfibieni, 3 specii de mamifere, 1 specie de pești, 2 specii de reptile.